# Discoverer 13
Discoverer 13 – amerykański satelita technologiczny. Stanowił część tajnego programu CORONA. Była to pierwsza udana misja statków tej serii i programu CORONA, mimo że statek nie przenosił żadnych kamer, a w wyniku nieporozumienia między załogami drużyn przechwytujących, kapsuła powrotna wpadła do wody (miała być pochwycona „w locie” przez samolot). Śmigłowiec wydostał ją z oceanu i przewiózł na pokład statku USS "Haiti Victory".

## Przebieg  misji

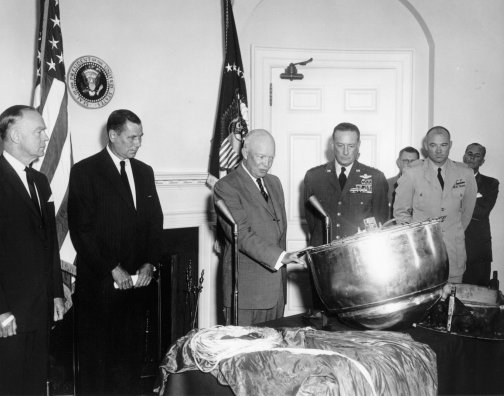
Prezydent USA, Dwight Eisenhower, ogląda kapsułę powrotną satelity Discoverer 13, 15 sierpnia 1960

Trzynasta misja systemu wywiadowczego CORONA odbywała się pod bardzo silnymi naciskami. 1 maja 1960, w wyniku zestrzelenia samolotu szpiegowskiego Lockheed U-2, prezydent USA Eisenhower wstrzymał ich loty. Oznaczało to położenie większego nacisku na wywiad satelitarny. Po drugie, zbliżała się data dziewiczego startu pierwszego satelity wywiadowczego serii SAMOS – systemu konkurencyjnego do CORONA, a ten mimo kilkunastu prób, nadal nie działał. Misja Discoverera 13 była też pierwszym udanym sprowadzeniem z powrotem obiektu z orbity okołoziemskiej. Sowieci dokonali tego ponad tydzień później, w trakcie misji Korabl-Sputnik 2.
Po wykonaniu 17 okrążeń Ziemi, ze stacji naziemnej na wyspie Kodiak wysłano do statku komendę radiową rozpoczynającą sekwencję powrotu kapsuły. Człon Agena A przyjął odpowiednie położenie i za pomocą małych sprężyn odepchnął od siebie kapsułę powrotną. Kapsuła została wprawiona w ruch obrotowy przez system silniczków gazowych, co miało zapewnić jej lepszą stabilność. Silnik hamujący zmniejszył prędkość kapsuły o około 400 m/s, po czym silniczki gazowe zatrzymały ruch obrotowy statku. W trakcie wchodzenia do atmosfery, od kapsuły z osłoną termiczną odłączyła się część, która dokonała deorbitacji statku (m.in. silniki). Około 15 km nad ziemią otworzył się mały spadochron, włączyła radioboja i lampa stroboskopowa. Odłączono także niepotrzebną już osłonę termiczną. Po ustabilizowaniu się lotu kapsuły, otworzył się duży spadochron hamujący. „Moose“ Mathison przygotował swoich lotników, którzy w locie mieli złapać kapsułę za spadochron. Ze względu na wielkie zachmurzenie, akcja była jednak niemożliwa. Mimo to kapsuła wylądowała tam, gdzie planowano. Utrzymywała się na wodzie, nadawała sygnał radiowy i zabarwiła wodę na zielonożółty kolor oraz błyskała lampą stroboskopową. Trzy godziny później na miejsce przybył startujący z okrętu śmigłowiec. Spuścił płetwonurka, który podpłynął do kapsuły i zabrał ją na pokład. Zachęcony tym Bissell pozwolił Discovererowi 14 polecieć z aparatem fotograficznym. Następnie przewieziono ją do Pearl Harbor. Choć zaraz po przechwyceniu kapsuła miała trafić do Waszyngtonu, a jej makieta do Kalifornii, to niezorientowany w tych planach ppłk Mathison wykorzystał ją do kampanii medialnej sił powietrznych. Kapsuła nim trafiła do Białego Domu, zatrzymała się w siedzibie Lockheeda, producenta satelity, i w Andrews AFB, na sesję zdjęciową z szefem sztabu USAF. Flaga i kapsuła powrotna zostały zaprezentowane prezydentowi Eisenhowerowi 15 sierpnia 1960. Potem była wystawiana w różnych miejscach USA, a w końcu spoczęła w Smithsonian Institute, podpisana plakietką:  

Program Discoverer został uruchomiony w celu rozwoju możliwości budowy satelity rozpoznawczego. Wczesne misje serii Discovery były nękane wieloma usterkami. Dopiero misja Discoverer XIII w 1960 roku była pierwszą udaną. Powrotnik Discoverera XIII był pierwszym statkiem kosmicznym jak powrócił z przestrzeni kosmicznej i został przechwycony. Satelity Discoverer fotografowały później Sowieckie stanowiska rakiet balistycznych, umożliwiając ocenę ich liczebności.

Człon Agena wszedł w atmosferę ziemską i spłonął 14 listopada 1960.

## Budowa i działanie

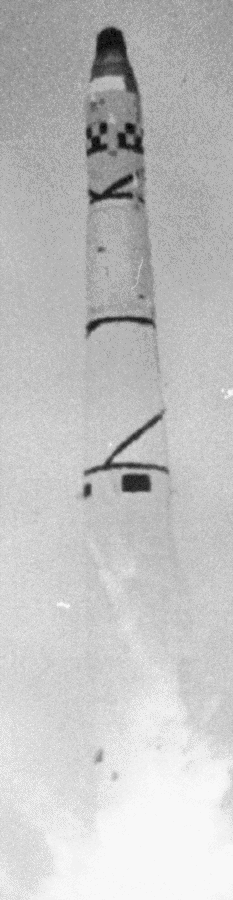
Start rakiety Thor Agena A z satelitą Discoverer 13, typu Corona KH-1, 10 sierpnia 1960.

Cylindryczny człon Agena A, główna część satelitów serii Discoverer, zawierał system telemetrii, rejestrator taśmowy, odbiorniki i nadajniki radiowe, czujnik horyzontu i 52 kg kapsułę powrotną zawierającą amerykańską flagę (docelowa miał znajdować się tam film ze zdjęciami wywiadowczymi), a także system monitorujący i rejestrujący wybrane zdarzenia, tj. odpalenie silnika hamującego, odrzucenie osłony termicznej i inne. Kapsuła miała kształt cylindra o średnicy 56 cm i wysokość 69 cm. Stożkowe zakończenie wydłużało ją do około 102 cm.